# Insieme: 1992
Insieme: 1992 is een nummer van de Italiaanse zanger Toto Cutugno uit 1990. Met dit lied won Italië in datzelfde jaar het Eurovisiesongfestival.

## Achtergrond
Anno 1990 had Toto Cutugno binnen de muziekwereld al een behoorlijke staat van dienst opgebouwd. In verschillende Europese landen had hij in 1983 een grote hit gescoord met L'italiano en in Italië vierde hij grote successen op het Festival van San Remo, dat hij in 1980 had gewonnen en waar hij tussen 1987 en 1990 vier jaar op rij op de tweede plaats was geëindigd.
In het voorjaar van 1990 werd de zanger door de Italiaanse omroep RAI uitgenodigd om Italië te vertegenwoordigen op het Eurovisiesongfestival van dat jaar. Aanvankelijk had de omroep hiervoor de band Pooh willen strikken, maar die groep was na haar winst op het San Remo-festival op wereldtournee gegaan en daardoor niet beschikbaar. Speciaal voor het songfestival schreef Cutugno in twee dagen tijd het lied Insieme: 1992, met een tekst over de eenwording van Europa, een thema dat door de val van de Berlijnse Muur zeer actueel was. Het midtempo nummer werd voorzien van een krachtig refrein, eindigend met de woorden insieme ("samen") en unite Europe ("verenig Europa"). Het getal 1992 in de titel verwees naar het jaar waarin de oprichting van de Europese Unie was voorzien.

### Eurovisiesongfestival 1990
De 35ste editie van het Eurovisiesongfestival vond plaats op 5 mei 1990 in Zagreb. Om aan de regels van de EBU te voldoen, moest Cutugno zijn lied in de aanloop naar het festival nog wel inkorten; het nummer werd van ruim 4 minuten teruggebracht naar de toegestane limiet van 3 minuten.
Italië was als 19de van 22 landen aan de beurt. Cutugno trad aan in een geheel wit pak en gaf een vrij statisch optreden zonder choreografie. Zijn achtergrondkoor bestond uit de Sloveense groep Pepel in Kri, die in 1975 zelf al eens aan het songfestival hadden meegedaan namens Joegoslavië. Het orkest werd begeleid door dirigent Gianni Madonini.
Hoewel Insieme: 1992 niet werd beschouwd als een serieuze kanshebber op de overwinning, bleek het bij de puntentelling toch een geduchte concurrent voor de hoger ingeschatte inzendingen van Frankrijk en Ierland. Met uitzondering van Noorwegen en het Verenigd Koninkrijk gaven alle landen punten aan de Italiaanse inzending; Spanje, Ierland en Cyprus hadden er zelfs hun maximale score van 12 punten voor over. Met een totale eindscore van 149 punten kwam Cutugno, tot verrassing van velen, uiteindelijk als winnaar uit de bus. Het was, 26 jaar na de eerste overwinning, pas de tweede keer dat Italië het songfestival won. Toto Cutugno was met een leeftijd van 46 jaar bovendien de oudste winnaar tot dan toe.

## Hitlijsten
Na de songfestivalwinst groeide Insieme: 1992 uit tot een hit in diverse Europese landen. In de Zwitserse en Oostenrijkse hitparades bereikte het nummer de top 3 en ook in Vlaanderen en Frankrijk werd het een top 10-succes. In Nederland behaalde de single respectievelijk de vijftiende plaats (in de Nationale Hitparade) en de achttiende plaats (in de Nederlandse Top 40). In Duitse hitlijst strandde Cutugno op de 13de positie.

### Nederlandse Top 40
| Positie: | 31 | 23 | 20 | 18 | 23 | 36 | uit |

## Covers
Na de originele versie van Toto Cutugno werd Insieme: 1992 door de jaren heen door uiteenlopende artiesten gecoverd. De oorspronkelijke Italiaanstalige versie werd onder meer vertolkt door de Duitse oud-songfestivalwinnares Nicole, die er een duet van maakte met Hape Kerkeling. Daarnaast werd het lied nog in verschillende andere talen opgenomen:
- Antwerps: 'k Zèn liever lui as muug (De Strangers)
- Duits: Extreme (Roland Kaiser / Mickie Krause / Petra Frey / Nicole), Kinderpolizei (Christian)
- Nederlands: Europa één (New Four), Vrede voor iedereen (Garry Hagger)
- Noors: Mot samme morgendag (Rune Rudberg)
- Sloveens: Evropa '92 (Pepel in Kri)

1956: Refrain · 
1957: Net als toen · 
1958: Dors, mon amour · 
1959: 'n Beetje · 
1960: Tom Pillibi · 
1961: Nous les amoureux · 
1962: Un premier amour · 
1963: Dansevise · 
1964: Non ho l'età · 
1965: Poupée de cire, poupée de son · 
1966: Merci, chérie · 
1967: Puppet on a string · 
1968: La la la · 
1969: Un jour, un enfant, De troubadour, Vivo cantando, Boom bang-a-bang · 
1970: All kinds of everything · 
1971: Un banc, un arbre, une rue · 
1972: Après toi · 
1973: Tu te reconnaîtras · 
1974: Waterloo · 
1975: Ding-a-dong · 
1976: Save your kisses for me · 
1977: L'oiseau et l'enfant · 
1978: A-ba-ni-bi · 
1979: Hallelujah · 
1980: What's another year · 
1981: Making your mind up · 
1982: Ein bißchen Frieden · 
1983: Si la vie est cadeau · 
1984: Diggi-loo diggi-ley · 
1985: La det swinge · 
1986: J'aime la vie · 
1987: Hold me now · 
1988: Ne partez pas sans moi · 
1989: Rock me · 
1990: Insieme: 1992 · 
1991: Fångad av en stormvind · 
1992: Why me? · 
1993: In your eyes · 
1994: Rock 'n' roll kids · 
1995: Nocturne · 
1996: The voice · 
1997: Love shine a light · 
1998: Diva · 
1999: Take me to your heaven · 
2000: Fly on the wings of love · 
2001: Everybody · 
2002: I wanna · 
2003: Everyway that I can · 
2004: Wild dances · 
2005: My number one · 
2006: Hard rock hallelujah · 
2007: Molitva · 
2008: Believe · 
2009: Fairytale · 
2010: Satellite · 
2011: Running scared · 
2012: Euphoria · 
2013: Only teardrops · 
2014: Rise like a phoenix · 
2015: Heroes · 
2016: 1944 · 
2017: Amar pelos dois · 
2018: Toy · 
2019: Arcade · 
2021: Zitti e buoni · 
2022: Stefania · 
2023: Tattoo · 
2024: The code